# Бербер (город)
Бербер (араб. بربر‎) — город в провинции Нил на севере Судана в 50 километрах к северу от города Атбара, недалеко от слияния рек Атбара и Нил.

## Обзор
Город был отправной точкой старого караванного пути через Нубийскую пустыню к Красному морю в Суакине и приобрёл особое значение после завершения в 1906 году ветки Суданской военной железной дороги в Суакин от перекрестка ближе к реке Атбара.
Английский исследователь Сэмюэл Бейкер проезжал через Бербер во время открытия озера Альберт-Ньянза в 1861 году.